# Mesoleptus speciosus
Mesoleptus speciosus là một loài tò vò trong họ Ichneumonidae.